# Place des femmes dans la mafia

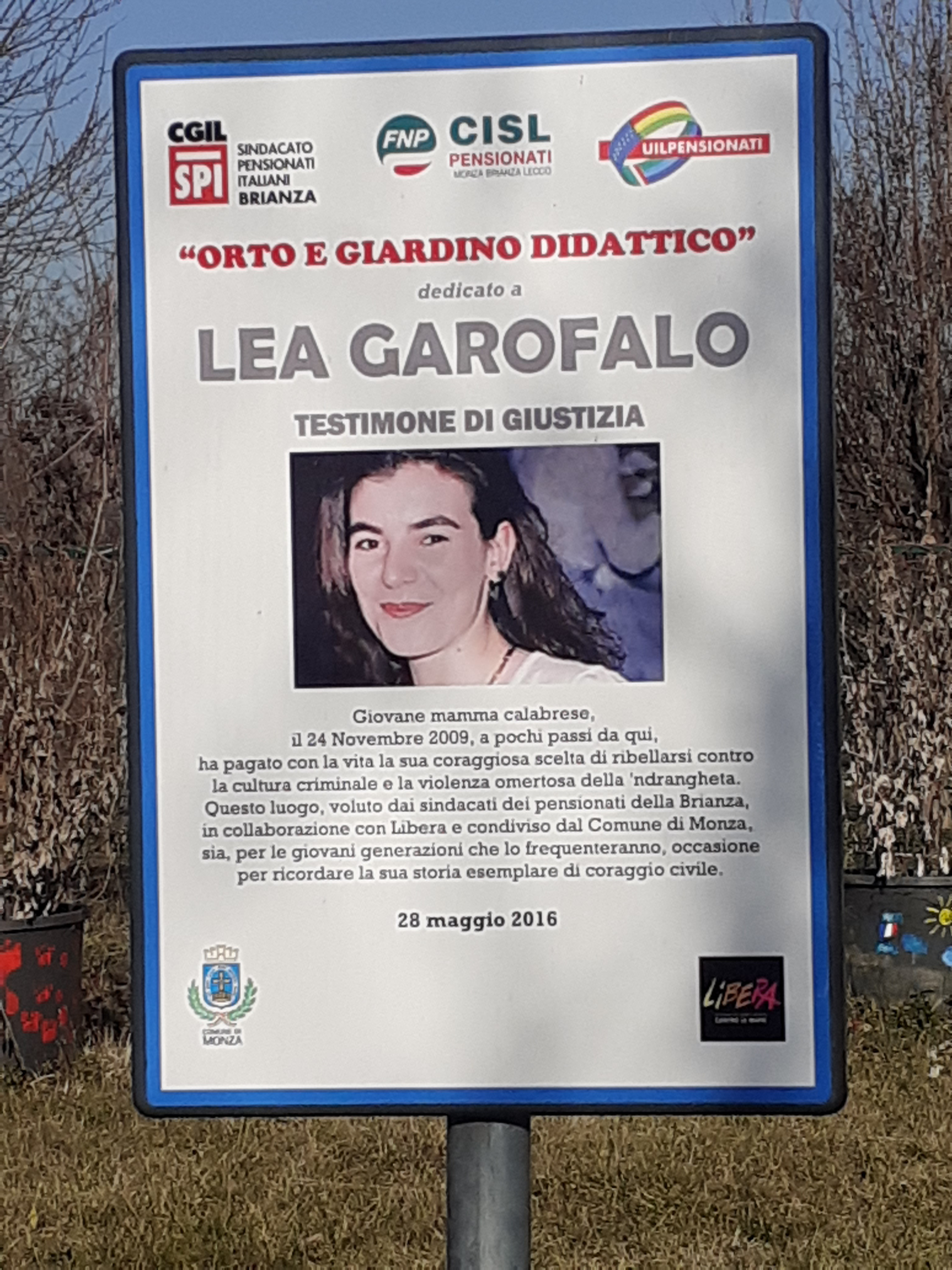
Panneau d'hommage à Lea Garofalo, née dans une famille puissante de la Ndrangheta et assassinée en 2009.

La place des femmes dans la mafia italienne a évolué dans le temps, leur représentation publique variant entre un statut de victime ou de perpétratrice. Après les années de plomb et l'emprisonnement des chefs de clan, elles prennent plus souvent la tête d'opérations criminelles, surtout depuis les années 1970.

Il existe toutefois des différences selon les structures mafieuses : la Camorra de Naples, avec sa structure plus horizontale compte davantage de femmes ayant joué des rôles majeurs, comme Rosetta Cutolo, Erminia Giuliano ou Maria Licciardi. Cosa nostra et la 'Ndrangheta sont structurées selon des clans familiaux plus patriarcaux. On compte très peu de repenties dans la 'Ndrangheta, où les entorses au code de l'honneur sont souvent punies par la mort, les femmes collaboratrices de justice souvent exécutées violemment, comme Lea Garofalo, ou Maria Concetta Cacciola.

Cartographie des groupes régionaux mafieux en Italie.

## Définition de "mafia"
Une association mafieuse est définie par une loi italienne de 1982 élaborée pour lutter contre la mafia sicilienne et comporte certaines particularités : il faut que les crimes commis le soient dans différents domaines économiques, qu'il y ait une présence dans le secteur légal de l'économie et une volonté d'infiltration du système de l'État pour contrôler les élections. Ces traits fondamentaux forment le socle préalable qui permet d'imposer l'omertà et l'assujettissement des affiliés, qui prêtent serment selon un rituel secret et bien défini,.

## Histoire
En Italie, il existe quatre organisations mafieuses majeures : la Cosa nostra en Sicile avec Palerme comme capitale, la 'Ndranguetta de Calabre, la Camorra de Naples en Campanie et la Sacra corona unita dans les Pouilles. Dans ces organisations, qui sont organisées et structurées de façons diverses, les femmes ont eu des rôles différents, qui ont de plus évolué au cours du temps,.
La première femme à témoigner contre la mafia est Serafina Battaglia en 1962. D'autres suivront pour des raisons diverses, comme assurer à leurs enfants un avenir sans violence ou échapper aux structures patriarcales et abusives de la mafia, bien que cela les oblige généralement à vivre sous protection policière.

### Place traditionnelle des femmes
La tradition patriarcale des mafias italiennes cantonne les femmes dans un rôle de mères et d'épouses passives, tandis que les autorités judiciaires les perçoivent tantôt comme victimes, tantôt comme perpétratrices. Bien qu'elles ne puissent, en raison de leur genre, prétendre à un statut formel dans les organisations mafieuses, les femmes ont été actives de manière indirecte à travers la transmission de la culture et des valeurs mafieuses notamment par l'éducation de leurs enfants, et de manière directe quand les hommes de leur famille étaient emprisonnés, passant des messages et accédant parfois à des rôles importants au sein des organisations criminelles,.
La recherche, l'industrie cinématographique et la médiatisation de l'influence des mafias italiennes ont généralement mis en lumière le rôle et les actions des hommes de la mafia, cantonnant les femmes à des rôles traditionnels de mères et d'épouses et amantes passives, n'ayant aucun rôle criminel. La recherche académique en criminologie s'est généralement intéressée au rôle des hommes dans le crime organisé en omettant la participation des femmes.

#### Contrôle sur le territoire et la sphère privée de la famille
La réputation d'un « homme d'honneur » découle directement de sa capacité à contrôler son territoire, qui dans les sociétés mafieuses italiennes est ancré dans un quartier ou un village bien circonscrit. La division entre sphère publique et privée est d'une importance moindre que l'appartenance secrète à une société dont l'unique objet est de servir l'enrichissement et les intérêts de ses membres masculins. De ce point de vue la famille mafieuse offre moins de possibilités d'émancipation que la famille paysanne traditionnelle, où les femmes peuvent exercer un certain pouvoir dans la gestion des affaires de familles. Qui plus est, les femmes issues de familles bourgeoises ont eu accès à un degré limité à des formes récentes d'émancipation par l'éducation et l'emploi dont les femmes issues de familles mafieuses n'ont pas joui. Elles cumulent donc les désavantages de la tradition patriarcales des familles paysannes et l'absence d'émancipation.
Le patriarche d'une famille mafieuse est jugé publiquement par ses pairs d'abord par sa capacité à régir sa sphère familiale. S'il ne maintient pas l'ordre dans sa famille, il n'est pas jugé capable de maintenir l'ordre sur son territoire et donc de confiance pour mener les affaires criminelles du clan.
La famille est louée comme valeur culturelle fondamentale, mais l'exploitation des liens familiaux parait davantage reposer sur l'opportunisme. Elle permet de renforcer le contrôle sur un territoire et également constitue un modèle organisationnel efficace pour mener des activités criminelles. Il ne faut pas cependant oublier que la loyauté d'un homme d'honneur d'après le serment qu'il prête pour rejoindre une « honorable société », autre nom donné à la mafia, prime sur les liens familiaux et affectifs. Ainsi en ont témoigné de nombreux repentis de Cosa Nostra comme Tomasso Buscetta ou Joe Valachi qui affirment que le pacte avec Cosa Nostra prime sur les liens de sang, d'amitié et de nationalité. Un homme d'honneur a fait le serment de faire passer Cosa Nostra avant tout et doit être prêt à sacrifier femmes, parents et enfants au besoin.

#### Poids des traditions et du code d'honneur
Les mafias italiennes inscrivent leurs activités dans une société profondément catholique, où les femmes sont cantonnées à la sphère domestique. En Italie du Sud, particulièrement en Sicile, avoir une femme qui travaille était mal considéré, car cela signifiait généralement que sa famille était pauvre.
Dans les sociétés mafieuses italiennes, un poids prépondérant est accordé au code de l'honneur, un système genré distinguant code d'honneur masculin et féminin, caractéristique que l'on retrouve dans de nombreuses autres sociétés, même si dans une grande partie d'entre elles l'utilisation de la violence pour défendre cet honneur est  déconsidérée. La prégnance de ce code d'honneur, qui insiste sur l'honneur familial, associé à l'omertà, la loi du secret et du silence, se retrouve aussi bien dans la Camorra que dans la Cosa nostra ou la 'Ndrangheta. Ce code de l'honneur affecte la vie privée de chacun des membres d'une famille, même si ces personnes ne font pas partie de l'organisation criminelle. Ainsi les hommes de Cosa Nostra ne doivent pas prendre pour épouse une femme prostituée, alors que cela était admis dans la Camorra, et aux tout débuts de la 'Ndrangheta. Un chef doit savoir préserver l'honneur des femmes de la famille pour prouver qu'il sait commander sous son propre toit, ce qui lui donne une aura de respectabilité en tant qu'homme d'honneur pour asseoir sa légitimité en tant que chef. Les femmes sont considérées comme peu fiables en général, et capables de révéler des secrets surtout si l'on s'en prend à leurs fils, et elles ne doivent donc rien savoir des affaires courantes, même si de fait, leur proximité familiale leur permet de savoir bien des choses. Elles sont considérées comme faisant partie des possessions du chef de famille, et il est interdit à un homme d'honneur de voler la femme ou les biens d'un autre.
Un homme d'honneur est aussi tenu de vivre dans un mariage habilité par l'organisation, généralement avec une jeune femme vierge issue d'une autre famille mafieuse, et de ne pas avoir de relations extra conjugales, car une maitresse pourrait le trahir, alors qu'une épouse légitime n'a pas intérêt à le faire. Qui plus est une femme jalouse pourrait se venger en révélant des secrets à la police.

#### Rôles dévolus aux femmes dans les organisations mafieuses
Le rôle des femmes dans la mafia a longtemps été négligé en raison du sexisme même des magistrats et des médias, les réduisant à des femmes cantonnées aux rôles domestiques, soumises à la loi de l'Omerta, n'ayant aucune part active dans les organisations criminelles des hommes de leurs familles. Cependant, sept femmes sont inculpées dans le procès de la mafia des Madonie en 1927 dont Giuseppa Salvo, surnommé la « Reine de Gangi ».
S'appuyant sur le mythe que Cosa Nostra ne tue pas les femmes, le parrain palermitain Giuseppe Sichia, ne sortait jamais sans son épouse, Giacoma Gambino, pour échapper aux règlements de compte. Pourtant ils sont assassinés ensemble le 22 mai 1978, comme Giovanni Bontate et sa femme Francesca Citarda en 1988, Leonarda, Lucia, Constantino et Vincenza Marnio Mannoia, mère, tante et soeur du repenti Francesco Marino Mannoia en 1989 à Bagheria, ou la femme de Benedetto Santapaola, Carmela Minniti, en 1995 à Catane.
On a longtemps cantonnées les femmes au rôle de victimes, et dès lors également moins condamnées jusque dans les années 1990. Elles ont été perçues comme de pauvres femmes piégées dans des organisations criminelles et vouées à perdre leurs fils, époux, frères et pères alors qu'elles étaient cantonnées impuissantes à la sphère domestique.
On peut à l'opposé du schéma simplificateur victimes/perpétratrices diviser les rôles que prennent les femmes au sein des structures des mafia italiennes selon 4 critères qui ne sont pas exclusifs forcément les uns des autres : premièrement celles qui commettent des crimes, celles qui soutiennent psychologiquement la mafia, celles qui parlent à la justice, et celles qui s'opposent à la mafia.

##### Transmission des valeurs culturelles
Les hommes appartenant à la mafia sont rarement présents dans leur foyer, et dès lors ce sont les femmes surtout qui transmettent l'histoire, l'idéologie et la culture mafieuse à leurs enfants,. Elles sont censées représenter la façade respectable de leur famille. Or quand les hommes de leur famille sont absents, en prison ou en fuite, ce sont elles qui transmettent la tradition de l'omerta et du code de l'honneur.
Nino Rizzo, issu d'une famille mafieuse dont il s'est éloigné pour devenir psychanalyste, décrit dans son ouvrage La Mafia sur le divan les femmes de Cosa Nostra, sœurs, et épouses qui bien que peu visibles ont de l'influence « dans la perpétuation même de l’association mafieuse », transmettant les valeurs de Cosa Nostra. Elles entendent bien des informations mais ne révèlent rien.

##### Initiatrices des appels à la vengeance
Un des autres grands rôles dévolus aux femmes dans les familles est d'appeler leurs fils à venger leurs pères lors des faides. Ce rôle est tellement imprégné dans la culture, qu'elle a donné lieu à des chansons comme Ninna Nanna Malendrinedu, une berceuse traditionnelle calabraise transmise dans le milieu de la 'Ndrangheta, : « Tu dois grandir et tu dois grandir vite mon fils, l'honneur de la famille tu dois maintenir, mon fils, tu dois venger ton père ».

##### Porteuses de messages

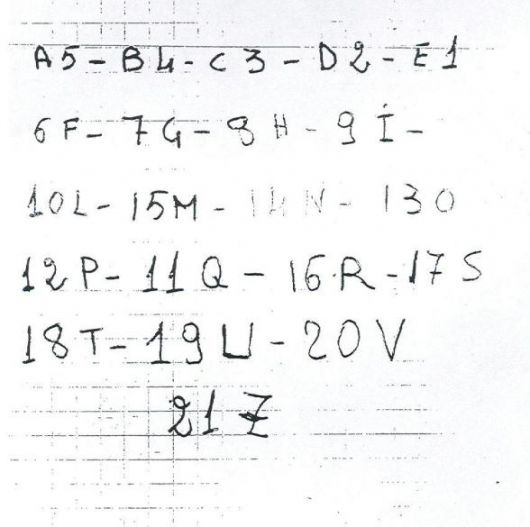
Exemple de pizzino de Bernardo Provenzano.

Lorsque les hommes de leur familles sont emprisonnés, leurs épouses deviennent de par leurs droits de visite des messagères privilégiées transmettant les pizzino ou déchiffrant les langages non verbaux codés au parloir ou pendant les procès,.
Les mères, épouses, filles et sœurs bénéficient en général d'un accès au parloir des hommes de leur famille qui sont emprisonnés et sont les seules capables de transmettre des informations pour assurer la liaison entre les chefs et leur clan. En échange, le clan pourvoit à leurs besoins et les protège. Ainsi certaines femmes préfèrent voire leurs maris condamnés à la prison à vie, plutôt que de les voir trahir leur clan ce qui signifierait pour elle la perte de leur statut.

### Changements auXXesiècle

#### Influence de l'évolution économique et sociale
On constate toutefois une importance croissante du rôle des femmes dans les mafias italiennes en raison de plusieurs facteurs historiques. Le premier tient à l'impact du mouvement de libération des femmes dans la société italienne et l'entrée des femmes dans le marché du travail. Dans la société italienne, la part des femmes employées passe de 27.4% à 34% de 1972 à 1989, propulsée par le développement des industries de services et l'informatique. L'industrie tertiaire est plus flexible en terme d'horaires, facilitant pour les mères la réconciliation du travail des sphères domestiques et professionnel. La part des femmes augmente dans le secteur bancaire, commercial, et les services privés et publiques. Cet engagement des femmes est rendu possible également par la baisse du taux de natalité et le niveau d'éducation plus élevé des femmes.
La situation évolue de la même façon dans les structures mafieuses : la transition des activités, qui passent de l'extorsion de fonds au trafic de drogue dans les années 1970, demande un personnel plus spécialisé en comptabilité que par le passé, avec la nécessité de blanchir l'argent et de rentrer dans la sphère légale. Certaines femmes se forment et obtiennent même des diplômes.

#### Disparition des hommes après les années de plomb

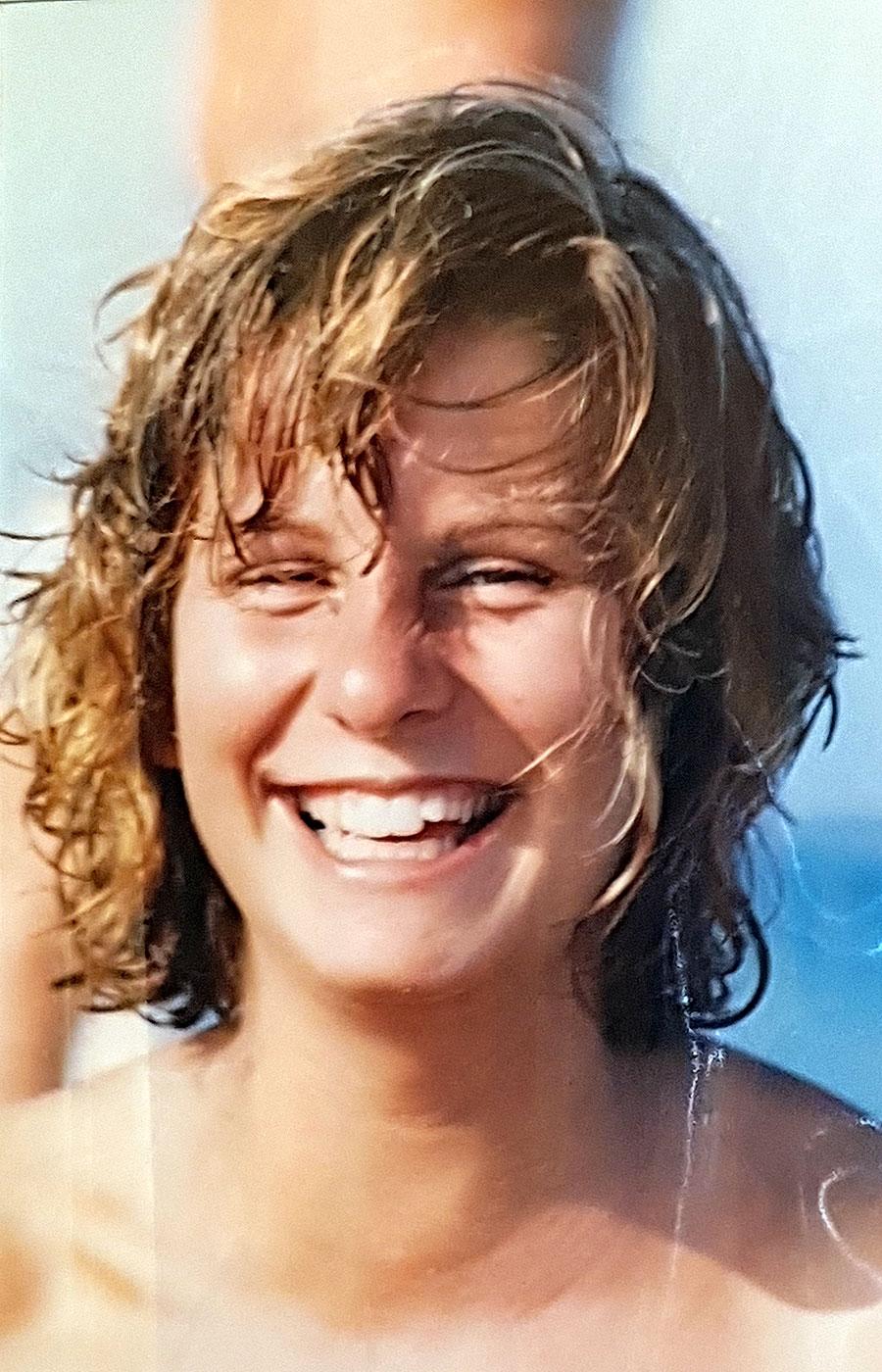
Emanuela Loi chargée de la protection policière de Paolo Borsellino et assassinée avec lui et les quatre autres policiers de son escorte le 19 juillet 1992 à Palerme.

Les opérations policières menées contre la mafia sicilienne après les années de plomb (1960-1990) et les meurtres des juges Giovanni Falcone et Paolo Borsellino ont abouti à l'emprisonnement ou à la cavale des chefs des clans, obligeant alors les femmes de leur famille à mener leurs affaires en leur nom.
L'une des raisons pour lesquelles les femmes pèsent dans l'organisation des mafias, est que la famille d'un homme qui est arrêté, s'il respecte le code d'honneur et ne parle pas, a droit à un soutien financier de son organisation. Ainsi les épouses sont souvent celles qui refusent absolument que leur époux devienne un repenti, et elles sont envoyées par l'organisation pour faire pression sur les repentis potentiels afin de les pousser à se rétracter. Il n'est pas rare non plus de les entendre protester violemment lors du procès d'un de leur proche repenti afin de clamer publiquement leur désaveu pour ne pas risquer l’opprobre. Les mères peuvent se retourner contre leur fille tentant de se repentir. C'est le cas de la mère de Giuseppina Pesce, qui fait pression psychologiquement sur elle en  tentant de la culpabiliser puis en lui promettant faussement la survie si elle revient au domicile ou de Giovanna Cannova qui, afin de dissuader sa fille Rita Atria de collaborer avec la justice, la menace de  mort, puis, une fois que celle-ci s'est suicidée, casse à coups de marteau le portrait déposé sur sa tombe.
Ces femmes n'étaient pas jugées jusque dans les années 1990, même s'il reste difficile de prouver les intentions de ce type de comportements, quand le rôle d'une femme au foyer est invisibilisé.

### Pseudo émancipation
La croissance du rôle des femmes dans la mafia est qualifiée de pseudo émancipation car elle ne débouche pas pour la plupart sur une réelle autonomie et pouvoir d'agir,. Jusque dans les années 1990, le même crime ne donnait pas lieu à la même condamnation s'il était perpétré par une femme ou un homme. Les femmes étaient en général condamnées pour complicité alors que les hommes l'étaient pour association mafieuse. La justice italienne considérait qu'il y avait une coercition obligeant les femmes à se livrer à des activités criminelles et le code de l'honneur interdisait en principe l'adhésion des femmes.

## Spécificités régionales: Cosa Nostra, Camorra et 'Ndrangheta

### Cosa nostraen Sicile

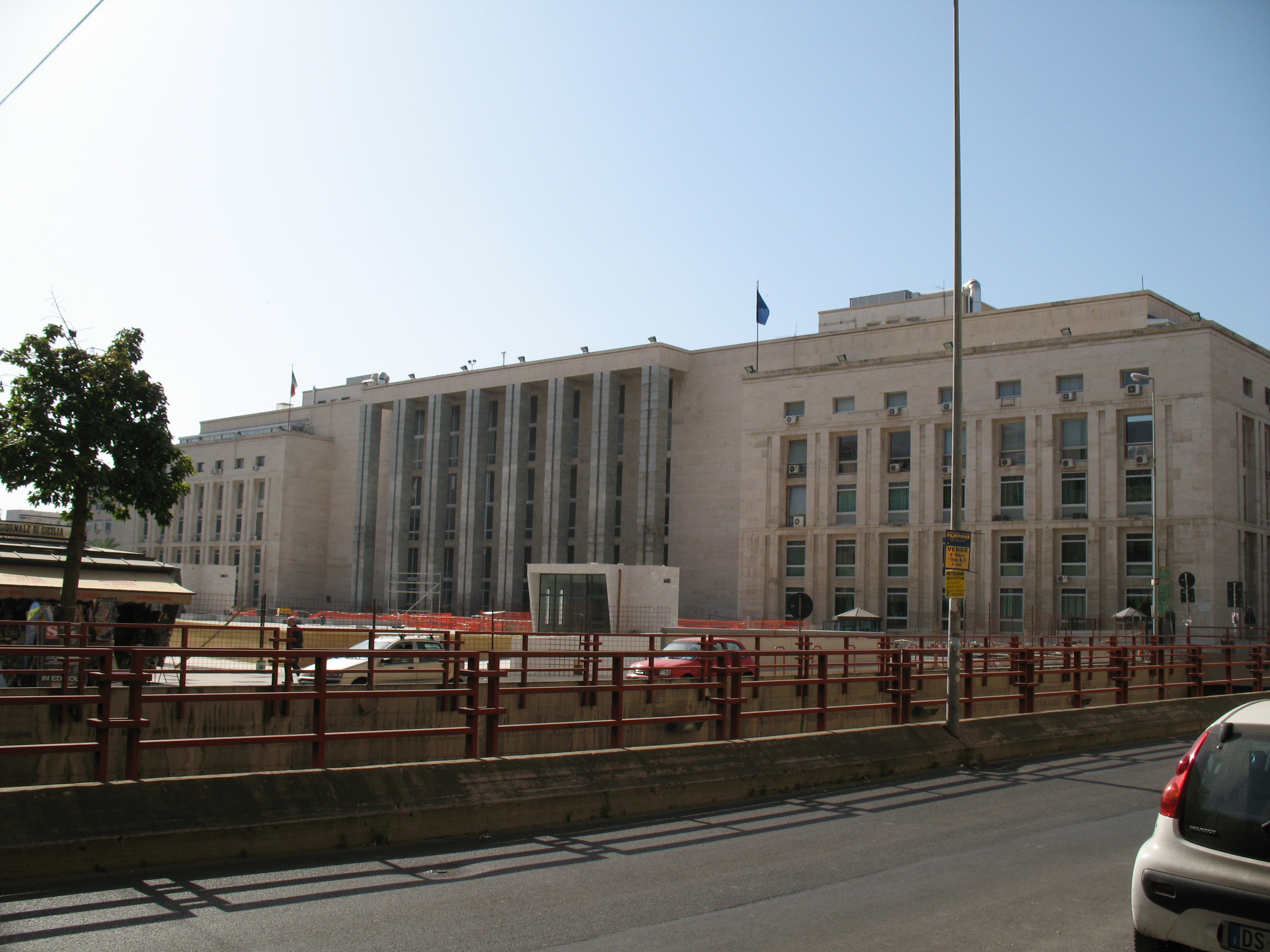
Palais de justice où s'est déroulé le Maxi procès.

Traditionnellement il y a six critères à respecter pour pouvoir être admis en tant qu'affilié dans la Cosa nostra. Premièrement être Sicilien, deuxièmement être un homme hétérosexuel et troisièmement venir d'une famille considérée comme décente (les parents ne doivent pas être divorcés, les hommes doivent protéger l'honneur des femmes de leur famille et donc elles doivent se marier vierges et être fidèles à leurs maris). La quatrième condition est de ne pas compter dans sa famille de membres « inappropriés » tels que des policiers, des juges et même des postiers ou des sapeurs-pompiers. Il faut également n'avoir jamais eu recours à la justice pour régler une injustice, car il faut être capable de faire respecter ses droits seul. La cinquième condition est d'avoir une discipline exemplaire, et donc de n'être ni alcoolique ni d'avoir une addiction d'aucune sorte qui pourrait avoir un impact négatif la capacité d'agir et le discernement. Enfin la dernière condition est d'avoir du courage et des nerfs suffisamment solides pour pouvoir commettre des crimes et tuer de sang-froid.
En 1971, Ninetta Bagarella, soeur de Leoluca Bagarella et fiancée de Salvatore Riina, est mise sous surveillance par la justice et interviewée par Mario Francese. En 1982, Angela Russo est arrêté pour être à la tête d'une famille criminelle trafiquante de drogue qui lui vaut le surnom de « Grande-mère héroïne » et conspue son fils repenti.
Lors du maxi-procès de Palerme de 1986, la justice italienne a pris conscience de la nécessité de séparer les futurs repentis de leurs familles. Une assemblée de femmes s'était réunie sur le balcon du tribunal et elles hurlaient « Ce n’est pas mon mari ! Ce n’est pas mon frère ! »,. Les repentis ont tendance à changer d'avis après avoir été mis en contact avec leurs femmes. Selon le psychanaliste Nino Rizzo, fils d'un padrino de la mafia de Ramacca à Catane, les hommes d'honneur ne peuvent sortir de la mafia sans le soutien de leur femme car ils dépendent pour avoir la force mentale de résister à leur environnement et leurs actes violent du soutien de leur famille mafieuse et de leur famille biologique. Perdre leur famille mafieuse sans garder des relations affectives avec leur famille biologique pourrait conduire à leur rupture psychique.
Giuseppa Vitale, née à Partinico en 1972, mieux connue sous le diminutif de Giusy, est une des rares femmes dirigeantes de Cosa Nostra. Sœur des chefs de clans Leonardo, Michele et Vito Vitale de Partinico, en Sicile, elle prend le commandement du clan lorsque ses frères sont arrêtés en 1998. Elle est ainsi considérée comme faisant partie d'une nouvelle génération de femmes cheffes de clans. Plus tard, elle devient repentie, témoin d'État en brisant l'omerta, ou code du silence, contre sa propre famille.
Mariangela Di Trapani, arrêtée en décembre 2008 pour sa participation à Cosa Nostra, transmettait les messages de son époux (fils de Francesco Madonia), condamné pour le meurtre de Libero Grassi,. Après la mort de Toto Riina et l'incarcération de nombreux chefs mafieux, elle est soupçonnée d'entreprendre la réorganisation des clans de Cosa Nostra,. La justice la poursuit pour association mafieuse, extorsions (le pizzo) à Palerme. Le 5 décembre 2017, les carabiniers l'arrêtent dans l'opération antimafia baptisée « Taléa »,,. Sa belle-mère, Emanuela Gelardi, est considérée comme la doyenne des « marraines » de Cosa Nostra,.

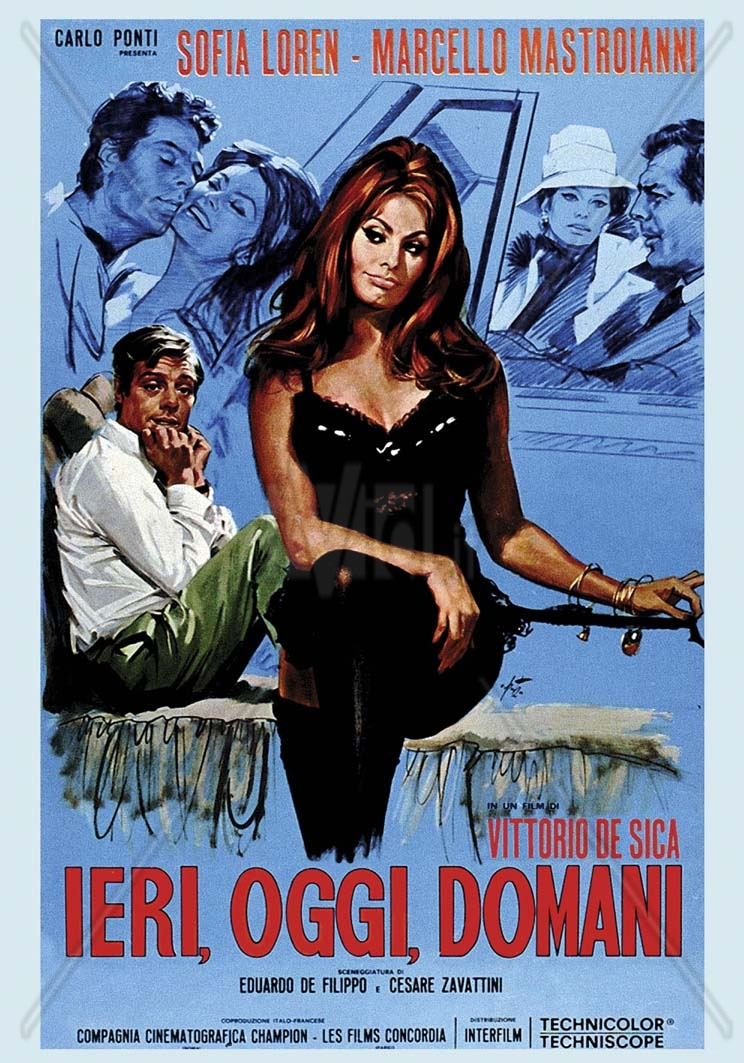
Affiche du film Hier, aujourd'hui et demain sur la vie de Concetta Muccardi

### Camorra à Naples

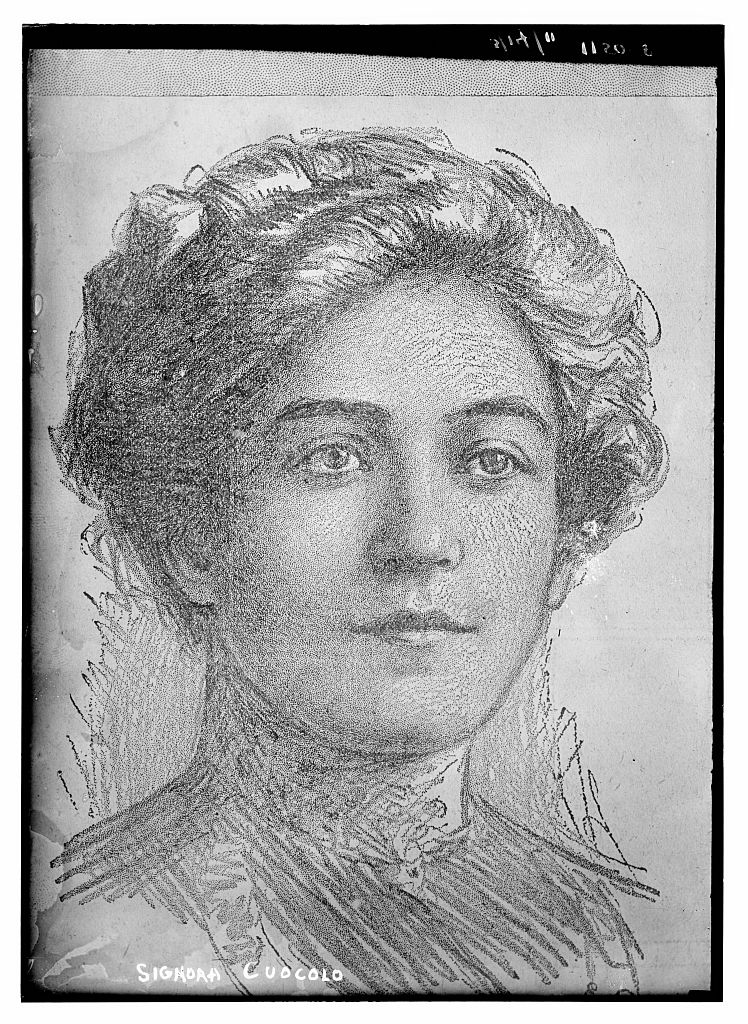
Maria Cutinelli, assassinée avec son mari camorriste Gennaro Cuocolo par d'autres camorristes le 6 juin 1906.

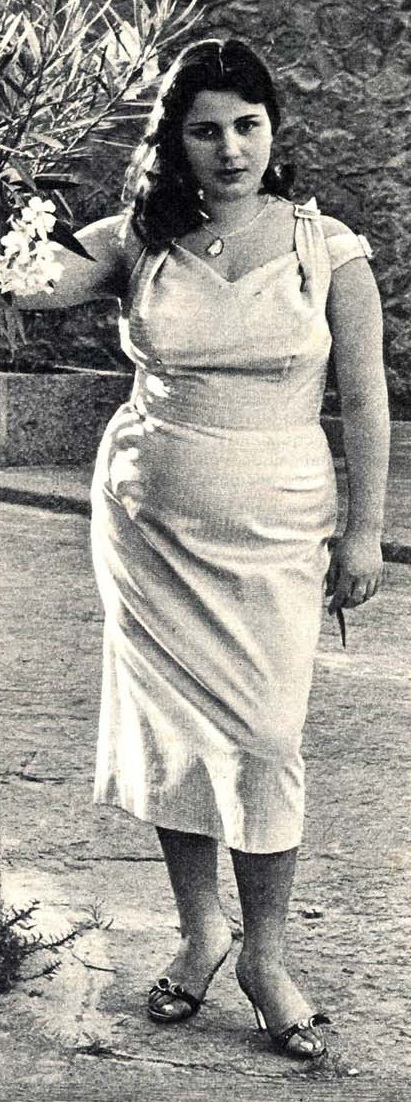
Pupetta Maresca dans les années 1960.

Les clans camorristes ont un fonctionnement moins vertical que les autres mafias italiennes, et les femmes ont pu prendre des rôles importants malgré la culture patriarcale de la Camorra. Fellia Allum distingue trois phases dans cette prise de rôle croissante. Entre 1950 et 1976, les femmes sont parties intégrante d'un système de soutien social et affectif, entre 1976 et 1990 elles prennent un rôle actif dans la défense de leurs hommes et entre 1990 et 2000 elles deviennent elles-mêmes des criminelles et cheffes de clan.

#### Années 1950 à 1976
En 1963 le film Hier, aujourd'hui et demain avec Sophia Loren est tiré de l'histoire de Concetta Muccardi, une vendeuse de cigarettes de contrebande dans le quartier de Forcella à Naples. Elle réussit à éviter la prison jusqu'en 1957 en ayant 19 grossesses. Le film montre avec justesse que le recours à la vente au détail de cigarette est un moyen de survivre à Naples après-guerre. Concetta finit par écoper de 8 mois de prison, et de deux ans supplémentaires car elle ne pouvait pas payer l'amende. Des députées communistes ont ensuite milité pour qu'elle obtienne une grâce présidentielle en 1958. Le 27 juin 1992, elle est arrêtée pour son activité de vente au détail d'héroïne,.
Pupetta Maresca dite   « Madame Camorra »  née à Castellammare di Stabia le 19 janvier 1935 et morte dans la même ville le 29 décembre 2021, est une ancienne reine de beauté qui est devenue une figure de la Camorra. Elle fait « la une » des journaux internationaux au milieu des années 1950 lorsqu'elle tue par vengeance le commanditaire du meurtre de son mari, Pasquale Simonetti, dont l'influence est si grande qu'il arrive à fixer les prix des denrées alimentaires issues de l'agriculture. Le procès de 1955 met en évidence à Naples la résurgence de la Camorra, alors que les autorités napolitaines sont encore dans le déni en ce qui concerne le crime organisé (et la possibilité que Puppeta ne soit en réalité plus qu'une ancienne reine de beauté ayant tué par amour). Maresca est ensuite très active dans les milieux camorriste, allant jusqu'à donner des conférences de presse.
Selon Roberto Saviano les femmes sont toujours présentes dans les dynamiques de pouvoir des clans de la Camorra. Elles sont également de meilleures cheffes d'entreprise, moins attachées aux signes extérieurs du pouvoir et plus enclines à la négociation. L'une d'entre elles, Anna Mazza était très influente, et avait fait assassiner le meurtrier de son mari par son propre fils âgé de 13 ans. Elle s'entourait de femmes et prit la direction économique et stratégique du clan laissant aux hommes la branche militaire. Son bras droit, une autre femme, poussa le clan dans les affaires immobilières et le ciment. Anna Mazza s'appuya sur un retard culturel de la Camorra qui empêchait les clans d'user de violence envers les femmes et les enfants. Elle établit ainsi un véritable matriarcat au sein de la Camorra. Son bras droit fut pourtant assassinée à Afragola.

#### Années 1976 à 1990

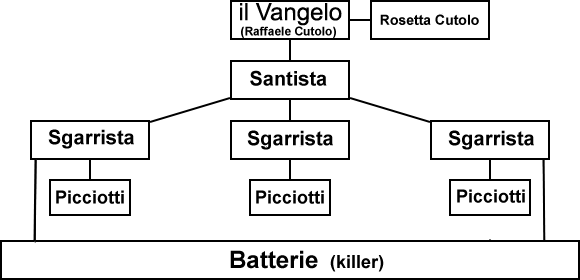
Rosetta Cutolo dans l'organigramme de la Nuova Camorra Organizzata.

Rosetta Cutolo (1937-2023) est devenue cheffe de la Nuova Camorra Organizzata. Sœur de Raffaele Cutolo, elle dirige l'organisation après l'emprisonnement de ce dernier.
Pupetta Maresca, dite  « Madame Camorra », réapparait pendant la faide de Scampia comme compagne du baron de la drogue Umberto Ammaturo,. Après leur séparation en 1982, pendant la guerre entre la Nuova Camorra Organizzata (NCO) et la Nuova Famiglia (NF), elle fait une apparition pour défendre ses hommes lors d'une conférence de presse au cours de laquelle elle défie Raffaele Cutolo, le chef de la NCO. Cutolo avait imposé une « taxe » sur les cigarettes de contrebande et les Maresca ont refusé de la payer. En 1982, elle est arrêtée avec Ammaturo pour le meurtre du médecin légiste Aldo Semerari et pour extorsion de fonds. Pupetta Maresca a purgé quatre ans de prison, puis a vécu à Sorrente.

#### Années 1990 à 2000
Erminia Giuliano de la Nuova Famiglia est née en 1955. Rivale de Rosetta Cutolo, elle appartient au clan Giuliano basé dans le district de Forcella à Naples. Elle prend la tête du clan après l'arrestation de son frère Luigi Giuliano  (devenu repenti) au début de l'année 2000.
Maria Licciardi a été l'une des cheffes régente du Clan Licciardi et de l’Alliance Secondigliano à Naples. Elle a exercé son autorité dans la Camorra dans la ville de Naples de 1993 jusqu'à sa première arrestation en 2001. À sa libération, elle reprend ses activités criminelles, avec un rôle plus discret. Depuis 2023, elle purge une peine de 12 ans, de prison à L'Aquila  et est soumise au régime carcéral prévu par l'article 41-bis (en) du système pénitentiaire italien pour les membres de la mafia.
Rosaria Pagano est la sœur de Cesare Pagano, la veuve de Pietro Amato, frère de Raffaele Amato. Elle est arrêtée le 17 janvier 2017. Elmelinda Pagano, femme de Raffaele Amato, qui gère une partie de ses entreprises, est arrêtée le 19 avril 2009,.

### 'Ndrangheta en Calabre

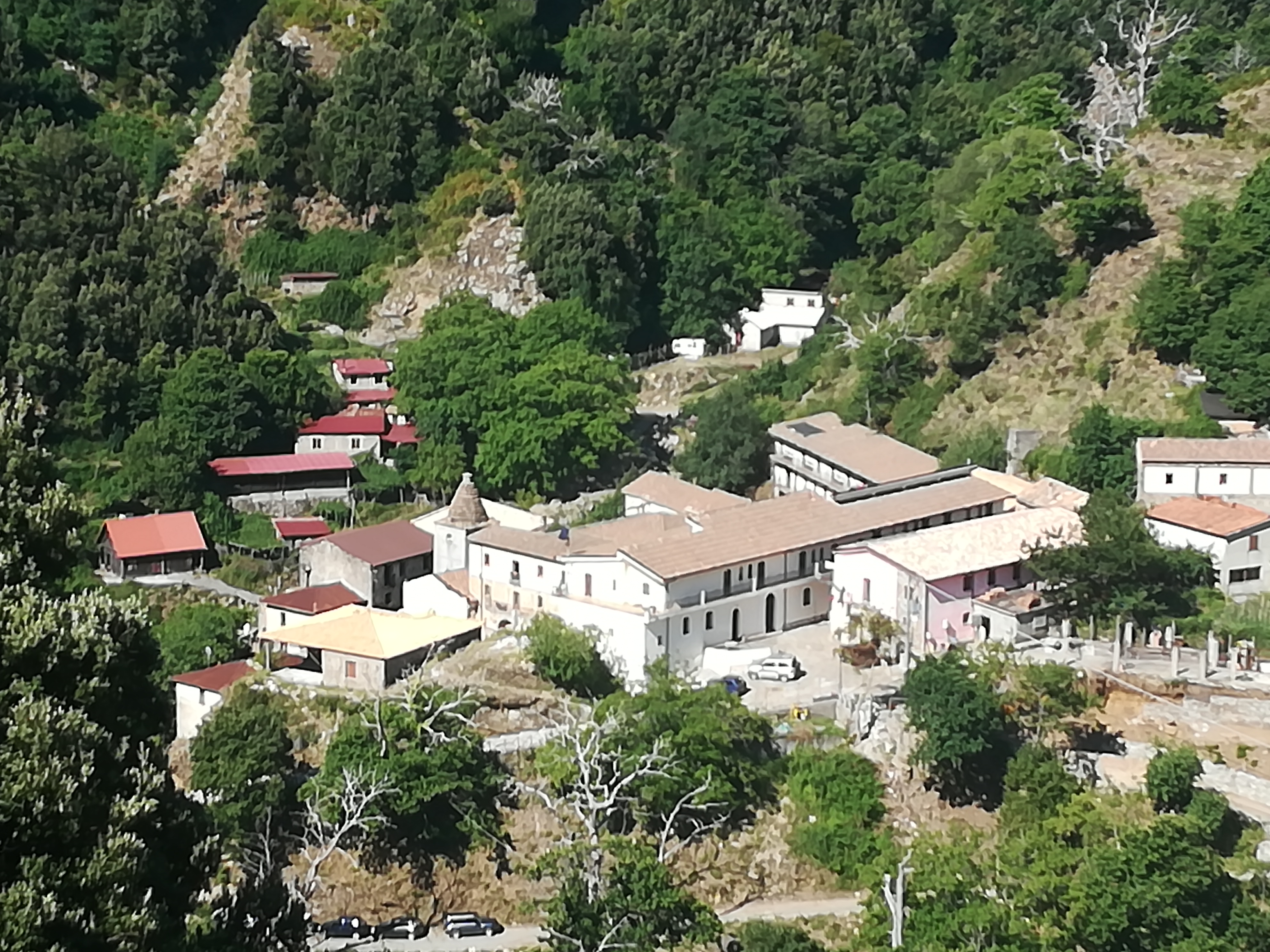
Sanctuaire de la Madonne de Polsi.

La 'Ndrangheta est une structure mafieuse italienne qui est restée longtemps méconnue des autorités et du grand public en Italie, et qui a profité du recul de la mafia sicilienne après les grandes opérations policières menée contre Cosa Nostra après l'assassinat des juges Giovanni Falcone et Paolo Borsellino. Elle est souvent appelée l'honorable société ; ses dirigeants se réunissent une fois par an au sanctuaire de la Madonne de Polsi (en).
Les femmes n'ont normalement pas la possibilité d'adhérer à la 'Ndrangheta. Il existe cependant un statut de « sorella d'omerta » (en français : sœur d'omerta) accordée à des femmes qui se sont distinguées. Ce statut est en général accordé uniquement à des femmes qui sont déjà dans la famille d'un homme d'honneur, ainsi que sont appelés les membres mafieux.

#### Structure familiale
L'organisation s'est peu à peu structurée en clans familiaux privilégiant les liens de sang, de façon beaucoup plus traditionnelle que Cosa Nostra, organisée en clans géographiques dans une structure très hiérarchique. Il n'en a pas toujours été ainsi : l'historien John Dickie (en) souligne que les « piccioteria » du XIXe siècle en Calabre n'avaient pas d'interdiction de faire des profits avec la prostitution (le terme de 'Ndrangheta n'était alors pas connu). Leurs membres appelés « picciotti » étaient en général entrés dans la secte mafieuse en prison, et le profil de femmes que l'on retrouvait le plus à leurs côtés étaient les prostituées. Ils se mettaient parfois aussi en couple avec elles. La situation était la même que ce que l'on pouvait trouver parmi les membres de l'honorable société à Naples à la même époque. Par ailleurs, les femmes étaient plus souvent actives dans les activités criminelles, et on trouve des noms de femmes criminelles dans les procédures judiciaires. En 1892, Rosaria Testa et Concetta Muzzopapa, toutes deux originaires de Rosarno ont été condamnées par le tribunal de Palmi. Elles avaient prêté serment pour devenir membres de la mafia en faisant couler le sang de leur petit doigt et promis de garder le secret. Les deux femmes se travestissaient avec des habits d'hommes et Rosaria Testa révéla aux juges bien des secrets avant de se rétracter à la suite des pressions exercées sur elle par les membres de son clan. Durant les procès de Giuseppe Musolino, on découvre que sur 166 personnes affiliées, 12 sont des femmes, dont les propres sœurs de Musolino : Anna, Ippolita et Vincenza, ainsi que son amante Angela Surace.
La 'Ndrangheta est régie par des règles beaucoup plus dures et nombreuses que les autres mafias et perpétue pour les femmes des règles qui vont du mariage forcé à la totale soumission, sous peine de mort. Les fils sont élevés pour devenir des criminels mafieux, et les filles servent par leur mariage des stratégies matrimoniales de renforcement des liens familiaux entre 'Ndrina. Les liens du sang sont considérés comme sacrés et ne peuvent être rompus pour aucune raison. La collaboration avec la justice, la rébellion contre sa famille, les adultères sont considérés comme une trahison inacceptable et une infraction au code de l'honneur et punis de mort,,. La notion de fidélité est portée à son maximum, et perdure au-delà de la mort du conjoint. Ainsi, Giuzy Pesce, une « repentie », indique qu'une cousine de son père, Annunziata, a été assassinée 30 ans plus tôt, pour avoir eu des relations avec un gendarme, peu important qu'elle ait été encore mariée ou veuve.
On compte notablement moins de repentis dans la 'Ndragetta pour la simple raison que la structure criminelle recouvrant davantage la structure familiale que dans les autres mafias, une personne repentie est amenée à témoigner contre les membres de sa propre famille, ce qui rend la procédure beaucoup plus difficile, isolant davantage la personne collaborant avec la justice et la rendant plus sensible aux pressions exercée par sa famille. Le rôle des femmes dans ce contexte a changé et elles sont devenues des ressources clefs dans la stratégie de communication de la 'Ndrangheta pour faire pression sur les personnes collaborant avec la justice, une situation qui prévaut depuis le début des années 1970.

##### Maria Serraino: une femme dirigeante du clan Serraino-Di Giovine dans les années 1980
Une des rares femmes qui ait dirigé un clan est Maria Serraino, à la tête du clan Serraino-Di Giovine contrôlant le territoire autour de Piazza Prealpi, une place située au nord de Milan, et de la via Belgioioso. Sous sa houlette les activités du clan familial se concentrent sur le trafic de drogue et, à la fin des années 1980, le clan Serraino-Di Giovine dirige l'une des plus grandes et des plus prospères entreprises de trafic de drogue de Milan, avec une dimension internationale. Selon sa fille Rita Di Giovine, arrêtée pour détention d'ecstasy qui devint une repentie en 1993 : « Ma mère était la patronne de la famille. C'est elle qui donnait les ordres, même si mon frère [Emilio] était le patron de nom. Elle décidait qui devait faire quoi, mais elle le faisait de manière à ce que mon frère ne remarque pas que c'était elle qui dirigeait la famille, et non lui. ».
Sa petite fille Marisa Merico, elle-même condamnée, a raconté son histoire dans un livre autobiographique Mafia Princess. Elle y révèle que plusieurs des enfants de Maria Serraino ont développé une addiction à l'héroïne et l'un est mort d'overdose. Serraino fournissait elle-même l'héroïne à ses enfants dépendants. Rita Di Giovine sa fille fut violée par son propre père et harcelée sexuellement par ses frères. Bien que Serraino ait dirigé le clan de par ses capacités stratégiques, elle était tout de même violentée par son mari,.

#### Violences domestiques: féminicides et crimes d'honneur
Le pouvoir d'une 'Ndrina s'étend avec le nombre de nouvelles familles qu'elle forme à travers les alliances par mariage. Les femmes sont réduites dans ce contexte au rôle d'objet passif, contraintes d'accepter des mariages forcés. Les filles sont élevées dans un contexte où il leur est interdit d'avoir des relations sociales librement, tout particulièrement avec la police. Dans la famille Pesce de Rosarno une jeune fille amoureuse d'un carabinieri a été assassinée par sa famille. Francesca Bello est assassinée par son propre fils.
Les meurtres de femmes pour des questions de code de l'honneur et les violences perpétrées contre celles qui se rebellent sont plus nombreux dans la 'Ndrangheta, ce qui a poussé des magistrates comme Alexandra Cerretti à mettre en place des collaborations avec des femmes issues de ces familles mafieuses calabraises pour leur permettre d'échapper aux violences qu'elles subissaient, avec la crainte que leurs enfants soient entraînés à leur tour. Le but pour la justice italienne étant d'utiliser le machisme et la violence contre les femmes pour tenter certaines d'entre elles à devenir des repenties.
Dans le même temps il est simplificateur de ne considérer les vendettas, ou « faides », uniquement comme des vengeances privées relatives à des insultes ou des questions de code de l'honneur, car dans la plupart des cas des conflits entre gangs familiaux pour le contrôle des territoires préexistent.
Après les confessions de femmes proches de la N'drangheta, les autorités judiciaires ont commencé à enquêter sur le cas de femmes mortes dans des circonstances non élucidées ou par de soi-disant suicides. En 1977, Maria Rosa Belloco, son mari et leur enfant sont assassinés. Maria pour une relation extra conjugale, son mari pour ne l'avoir pas exécuté lui-même afin de restaurer l'honneur familial et leur enfant pour avoir été témoin. De nombreux meurtres d'honneur ont été commis : Maria Teresa Gallucci, veuve d'un membre de la 'Ndrangheta a été abattue en 1994 parce qu'elle avait entamé une relation amoureuse. En 2007, Domenica Legato est morte après être soi-disant tombée de son balcon. Elle aussi était veuve et avait entamé une nouvelle relation amoureuse. En 2011, c'est l'assassinat de Maria Concetta Cacciola par sa propre famille qui est déguisé en un suicide par ingestion d'acide chlorydrique. En 2013, c'est la nièce de Maria Rosa Belloco, Francesca Belloco qui est tuée par son propre fils.

#### Premières collaboratrices avec la justice
Confrontées à une violence extrême dans leurs familles, certaines femmes finissent par collaborer avec la justice pour échapper à cette violence, malgré les risques, surtout celles qui veulent échapper à leur mariage, aux représailles ou protéger leurs enfants d'un avenir violent dans les clans,. Elles ne sont pas en général des victimes innocentes, et certaines sont mêmes condamnées pour association mafieuse.

##### Teresa Concetta Manago
Une guerre de clan à Palmi a éclaté en 1977 entre les 'ndrine des Gallico-Morgante-Sgrò-Sciglitano et des Parrello-Condello avec la participation des Bruzzise. Elle s'est terminée en 1990,.
C'est au cours de cette guerre qu'apparait la première repentie de la 'Ndrangheta, Teresa Concetta Manago, épouse de Franco Condello, et qui, à la suite de la trahison d'un homme de main ayant assassiné son mari en 1989, passe au clan rival et devient l'amante de Domenico Gallico. Pour se sortir de cet imbroglio et se libérer de la violence, elle décide de collaborer avec la justice.

##### Lea Garofalo: les manques du programme de protection des témoins

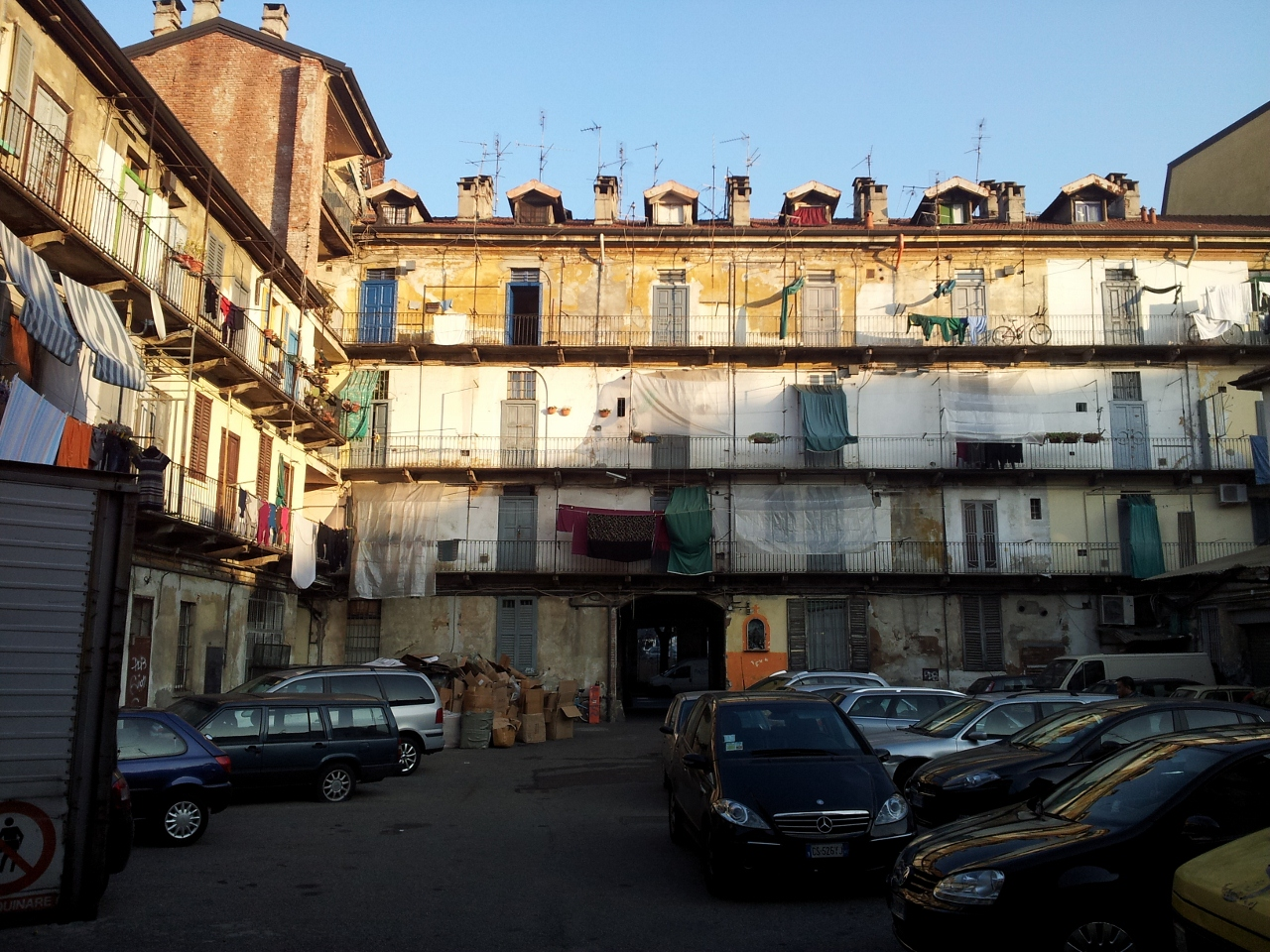
Via Montello, fief du clan Cosco à Milan, où Léa Garofalo a vécu avec Carlo Cosco.

Lea Garofalo est enlevée et assassinée en 2009 par son époux Carlo Cosco après avoir tenté de collaborer avec la justice. Elle n'avait pas pris part à des activités criminelles et n'était donc pas aussi bien protégée par la police qu'une repentie. Lasse de la précarité de sa situation, elle finit par se rapprocher du père de sa fille Denise pour pouvoir subvenir à leurs besoins. Elle est alors battue et incinérée par le futur petit ami de Denise. Cette dernière, mineure est forcée de retourner vivre avec son père tout en sachant que c'est lui le meurtrier de sa mère. Les autorités judiciaires, après la mort de Léa Garofalo, prennent conscience des lacunes du programme de protection policière pour les femmes issues de clans mafieux qui ne sont pas des criminelles et qui dès lors ne peuvent prétendre au même programme de protection policière que les repenties. Les informations données par Léa Garofalo n'ont pas non plus été utilisées ni jugées assez crédibles par la police, alimentant de part et d'autre une suspicion qui a abouti à l'exclusion de Léa Garofalo et de sa fille Denise du programme de protection et son retour auprès de son mari.

##### Maria Concetta Cacciola: la protection nécessaire des enfants de témoins
Maria Concetta Cacciola (1980-2011) de Rosarno est morte assassinée par ingestion d'acide due à sa famille le 20 août 2011 à Rosarno pour avoir collaboré avec la justice contre sa famille,,. Celle-ci prétend par la suite qu'elle est morte à la suite du harcèlement de la police pour qu'elle collabore. Ses parents sont condamnés également pour la maltraitance infligée aux trois enfants de Maria Concetta Cacciola, afin de forcer leur mère à revenir sur ses déclarations. Le cas de Maria Concetta Cacciola est emblématique des violences que subissent les femmes dans la 'Ndrangeta, mais aussi du danger qu'elles représentent pour leur familles si elles collaborent avec la justice, ce qui en somme signifie que si les femmes se rebellent, le système s'effondre. La justice italienne prend conscience, après la mort de Cacciola, de l'importance de séparer les enfants de leur famille mafieuse afin qu'elle ne soit pas en mesure d'exercer un chantage sur les éventuelles collaboratrices de justice. Quand les enfants restent dans la famille mafieuse, les mères finissent tôt ou tard par reprendre contact et peuvent être soumise à des chantages pour faire en sorte qu'elles se rétractent,.

##### Giuseppina Pesce
Giuseppina Pesce collabore également en 2010 avec les autorités à la suite de la découverte de sa relation extra conjugale lors de son arrestation en 2010, ce qui aboutit à de nombreuses arrestations dans le clan des Pesce et porte un coup très dur à son clan. Afin d'échapper à l'exécution par son clan, elle collabore avec la procureure Alessandra Cerretti et vit avec ses enfants sous protection policière''. Sa propre tante, Annunziata Giacobbe a été tuée sur ordre de son oncle Vincenzo Pesce en 1983 pour avoir fréquenté un jeune homme qui déplaisait à sa famille.